# Amin Affane
Amin Affane, tidigare Tareq Amin, född 21 januari 1994 i Angereds församling i Göteborg, är en svensk före detta fotbollsspelare.
Hans familj är av marockanskt ursprung. Han har tidigare spelat för Chelsea.

## Karriär
Amin Affanes inledde karriären i Lärje/Angered IF. I mars 2010, 16 år gammal, skrev han på ett treårskontrakt med Chelsea. Den 30 augusti 2012 lånade Chelsea ut Affane till nederländska Roda. Den 18 mars 2013 avslutade Roda hans lån i förtid. Han spelade 15 matcher under sin tid i klubben.
I maj 2013 skrev Affane på ett treårskontrakt med tyska Energie Cottbus. I januari 2016 värvades Affane av AIK, där han skrev på ett treårskontrakt. Affane tävlingsdebuterade för klubben den 20 februari 2016 i Svenska cupen mot Varbergs BoIS.
I januari 2018 värvades Affane av IFK Göteborg, där han skrev på ett kontrakt fram till sommaren 2021. I augusti 2019 lånades Affane ut till Örgryte IS. I januari 2021 kom Affane och IFK Göteborg överens om att bryta hans kontrakt.